# Paso El Caballo
Paso El Caballo es una pequeña población rural ubicada en la región de Los Llanos venezolanos, específicamente en el municipio Francisco de Miranda del estado Guárico, Venezuela. Se encuentra situada cerca de Calabozo, en la vía hacia Cazorla, atravesada por el Caño El Caballo, que le da su nombre.

## Historia
En el XVII, Paso El Caballo era una zona de asentamientos campesinos y grandes fundos que aprovechaban la fertilidad de las tierras llaneras para actividades agrícolas y ganaderas. Estas características definieron el desarrollo inicial de la comunidad, convirtiéndola en un punto estratégico para la economía de la región.
Economía
Actualmente, Paso El Caballo es conocido por la producción de alimentos tradicionales que representan parte del patrimonio cultural de Los Llanos. Entre los productos destacados se encuentran el queso, el casabe, la carne y las tradicionales cachapas. Estas actividades económicas, ligadas a la ganadería y la agricultura, reflejan la continuidad de las tradiciones rurales de la zona.

## Turismo y Ecología
Paso El Caballo es una parada importante para los turistas que se dirigen hacia el Parque Nacional Aguaro-Guariquito, una vasta reserva natural que alberga una rica biodiversidad y forma parte del paisaje emblemático de Los Llanos. La cercanía de la población al parque la convierte en un punto estratégico tanto para visitantes como para los llaneros locales.

## Ubicación geográfica
La población se encuentra ubicada en las coordenadas 8°32′N 67°13′O / 8.533, -67.217, en una zona de baja altitud característica de Los Llanos venezolanos.
- Datos: Q6065812